# Benzopirano
El benzopirano es un compuesto orgánico policíclico que resulta de la fusión de un anillo de benceno a un anillo heterocíclico pirano. De acuerdo con la IUPAC nomenclatura se llama cromeno. Hay dos isómeros de benzopirano que varían según la orientación de la fusión de los dos anillos en comparación con el oxígeno, lo que resulta en 1-benzopirano (cromeno) y 2-benzopirano (isocromeno) -el número indica donde se encuentra el átomo de oxígen en una forma similar a la nomenclatura del naftaleno.
La forma radical del benzopirano es paramagnética. El electrón desapareado está deslocalizado sobre toda la molécula de benzopirano, lo que hace que sea menos reactivo de lo que uno esperaría de otro modo, un ejemplo similar es lo que ocurre con el radical ciclopentadienilo. Por lo general, el benzopirano se encuentra en estado reducido, en el que está parcialmente saturado con un átomo de hidrógeno, introduciendo un grupo tetraédrico CH
2 en el anillo de pirano. Por lo tanto, hay muchos isómeros estructurales debido a las múltiples posiciones posibles del átomo de oxígeno y el átomo de carbono tetraédrico:
| 2H-cromeno (2H-1-benzopirano) | 4H-cromeno (4H-1-benzopirano) |
| 5H-cromeno                    | 7H-cromeno                    |
| 8aH-cromeno                   |                               |

| 1H-isocromeno (1H-2-benzopirano) | 3H-isocromeno (3H-2-benzopirano) |